# Die legendären Konzerte 1975 & 1978
Die legendären Konzerte 1975 & 1978 ist das fünfte Livealbum der deutschen Rockgruppe Karat, das am 27. Oktober 2023 erschien.

## Inhalt
Die Doppel-CD enthält zwei Mitschnitte aus den Jahren 1975 und 1978. Die erste CD präsentiert ein Konzert vom 13. Oktober 1975 in der Urbesetzung der Band, sodass hier noch Konrad Burkert am Schlagzeug und Ulrich Pexa an der Gitarre zu hören sind, die die Band nur ein Jahr später schon wieder verließen. Neben ersten eigenen Kompositionen der Band (wie Leute, welch ein Tag, Suche ein Zimmer oder Abendstimmung) sind vor allem internationale Hits (zum Beispiel The Bus von Billy Preston, Blackbird von den Beatles oder Play with fire von den Rolling Stones) zu hören.
Auf der zweiten CD befindet sich ein sogenanntes Schülerkonzert, das am 23. März 1978 in Köthen aufgenommen wurde. Hier sind bereits die beiden langjährigen Bandmitglieder Bernd Römer und Michael Schwandt zu hören. Im Schülerkonzert wurden neben einigen eigenen Titeln auch internationale Klassiker aus verschiedenen Genres der Rock- und Popmusik vorgestellt und durch Moderationen des Journalisten Christian Bartmann für die im Publikum sitzenden Schüler näher erläutert und erklärt.
Das Album wurde dem am 27. Juni 2023 verstorbenen Keyboarder und Hit-Komponisten Ulrich Swillms gewidmet. Den Booklet-Begleittext verfassten Patrick Baumbach (ein Fan und Historiker, der das auf der CD enthaltene Material in den Archiven des Rundfunks entdeckt hatte) und Walter Cikan, der frühere Mentor der Band.

## Besetzung
- Gesang: Herbert Dreilich, Hans-Joachim Neumann
- Gitarre: Ulrich Pexa, Bernd Römer
- Bass: Henning Protzmann
- Keyboard: Ulrich Swillms
- Schlagzeug: Konrad Burkert, Michael Schwandt

## Titelliste
CD 1
1. 6 Karat (Ulrich Pexa) (4:16)
2. Leute, welch ein Tag (Pexa/Jens Gerlach) (3:32)
3. Suche ein Zimmer (Pexa/Burkhard Lasch) (3:56)
4. Draußen im Kornfeld (Pexa/Georg Friedrich) (3:59)
5. The Bus (Billy Preston/Joseph Perkins Greene) (7:40)
6. Jeden Tag ein Stück (Pexa/Friedrich) (8:56)
7. Waldeslust (Volksweise) (1:58)
8. Blackbird (John Lennon/Paul McCartney) (4:09)
9. Charlie (Herbert Dreilich) (4:53)
10. Erna (Henning Protzmann/Gerlach) (4:12)
11. Ich lauf durch die Stadt (Pexa/Gerlach) (7:01)
12. Play with Fire (Mick Jagger/Keith Richards) (6:07)
13. Stormbringer (David Coverdale) (11:35)
14. Abendstimmung (Ulrich Swillms/Lasch) (7:26)

CD 2
1. Rockvogel (Swillms) (3:30)
2. Märchenzeit (Swillms/KurtDemmler) (4:12)
3. Das Monster (Swillms/Lasch) (8:06)
4. Moderation Blues (Christian Bartmann) (2:20)
5. Hide Your Love (Jagger/Richards) (3:36)
6. Moderation Rock'n' Roll (Bartmann) (0:42)
7. Rock and Roll Music (Chuck Berry) (1:39)
8. Moderation Rock & Pop (Bartmann) (1:56)
9. Let It Be (Lennon/McCartney) (4:38)
10. Moderation Amerikanischer Protestsong (Bartmann) (1:03)
11. Blowin' in the Wind (Bob Dylan) (2:04)
12. Moderation Folk-Rock und Soul (Bartmann) (1:49)
13. The Bus (Preston/Green) (12:16)
14. Moderation Folklore und Rockmusik (Bartmann) (1:40)
15. 11/8 (Swillms) (4:04)
16. Moderation Klassik Rock (Bartmann) (1:11)
17. Und ich liebe dich (Dreilich) (4:03)
18. Moderation Rock in der DDR, die Entstehung eines Songs (Bartmann, Karat) (8:35)
19. He, Manuela (Dreilich, Swillms/Dreilich) (5:04)
20. Reggae Rita Star (Swillms/Dreilich) (4:39)
21. Abendstimmung (Swillms/Lasch) (2:34)